# Лашкевичі
Лашке́вичі — козацько-старшинський (згодом — дворянський) рід, який, згідно з родинними переказами, походить від білоруської шляхти. Українська гілка бере початок від козака Стародубського полку Тихона (Тишка) Гавриловича, на прізвисько Лашко (2-га половина 17 ст.).
- Його син — Семен Тихонович Лашкевеч (бл. 1665–1743) — війт стародубського магістрату (1718—19). Сини Семена обіймали посади в стародубському магістраті та посідали уряди військових товаришів і бунчукових товаришів. Від них походить кілька гілок роду:
- від Івана Семеновича Лашкевича (р. н. невід. — п. 1765), стародубського городового отамана (1740—46), — старша стародубська гілка;
- від Артемія Семеновича Лашкевича (р. н. невід. — п. до 1763), бурмістра стародубського магістрату (1737, 1743), — старша новгород-сіверська гілка;
- від Онисифора (Ониська) Семеновича Лашкевича (р. н. невід. — п. до 1758), значкового товариша Стародубського полку, — молодша стародубська;
- від Федора Семеновича Лашкевич (бл. 1708 — п. до 1781), стародубського полкового хорунжого (1767), — молодша новгород-сіверська гілка.

До старшої стародубської гілки належали:
- Степан Іванович Лашкевич (бл. 1733 — п. 1782) — погарський повітовий предводитель дворянства (1772 — імовірно, 1778), автор «Щоденників»;
- Іван Степанович Лашкевич (1765–1822) — поет і перекладач;
- Степан Іванович Лашкевич (1809–1872) — поборник православ'я, автор історії стародубських розкольничих слобод
- Олександр Степанович Лашкевич — відомий історик і громадський діяч.

До старшої новгород-сіверської гілки належав
- Осип Артемійович Лашкевич (бл. 1747–1803) — дійсний статський радник (1793), голова цивільної палати Новгород-Сіверського намісництва (1792 — 93)
- Степан Артемійович Лашкевич (бл. 1764–1832) — відомий доброчинець і громад. діяч.

До молодшої новгород-сіверської гілки належали:
- Олексій Якович Лашкевич (1802–1884) — учасник Кримської війни 1853–1856, генерал-майор
- Микола Олексійович Лашкевич (1856 — р. с. невід.) — генерал-лейтенант (1906), журналіст, літератор.

Рід внесений до 6-ї частини Родовідної книги Черніг. губ., а герб — до 7-ї частини «Общего гербовника дворянских родов Всероссийской империи».